# Pristimantis ptochus
Pristimantis ptochus là một loài động vật lưỡng cư trong họ Strabomantidae, thuộc bộ Anura. Loài này được Lynch miêu tả khoa học đầu tiên năm 1998.